# Mathieu Debuchy
Mathieu Debuchy (Fretin, 28 luglio 1985) è un ex calciatore francese, di ruolo difensore.

## Caratteristiche tecniche
Destro di piede, ha iniziato la sua carriera professionistica nel ruolo di centrocampista centrale, e frequentemente anche regista davanti alla difesa. Col tempo è stato progressivamente arretrato fino alla posizione di terzino destro.

## Carriera

### Club

#### Lilla

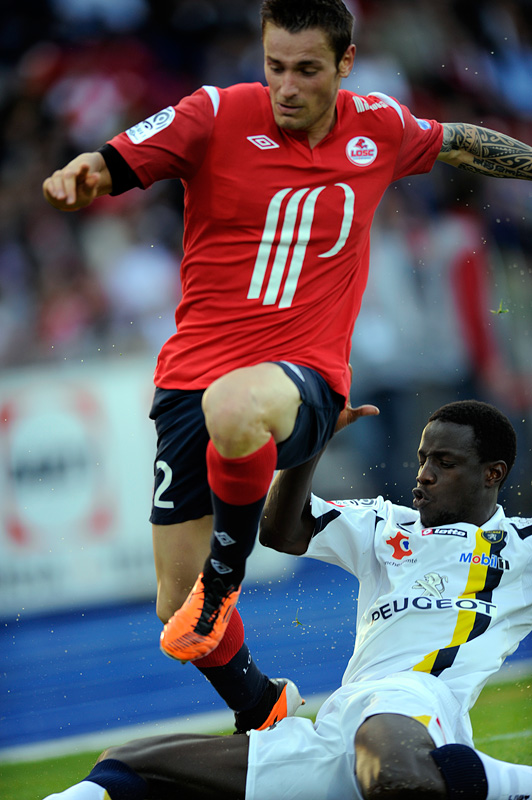
Debuchy in azione con la maglia del Lilla

Originario di Fretin, muove i primi passi nel calcio professionistico nella squadra della sua città natale, l'Union Sportive Frétin, e a otto anni viene ingaggiato dal Lilla e inserito nel settore giovanile.
Nell'autunno del 2003 viene promosso in prima squadra per la stagione 2003-2004, e il 31 gennaio 2004 esordisce in campionato giocando da titolare la partita vinta per 1-0 contro il Metz. Il suo primo anno tra i professionisti termina l'8 maggio 2004 nella gara contro il Bordeaux, totalizzando in tutto 5 presenze.
Nella stagione successiva il suo minutaggio aumenta considerevolmente, così come il suo rendimento: il 4 novembre 2004 debutta in Coppa UEFA contro lo Zenit San Pietroburgo e il 25 novembre segna la sua prima rete in Europa contro l'AEK Atene. Il 15 gennaio realizza, al primo minuto di gioco, la sua prima rete in Ligue 1, nella vittoria esterna per 3-1 contro il Bordeaux; si ripete il 5 marzo contro il Bastia e il 14 maggio contro il Nantes. La stagione si rivela al di sopra delle aspettative per Debuchy (che scende in campo in tutto 25 volte con 4 reti) e soprattutto per il Lilla, che conquista la seconda posizione nel torneo e la conseguente qualificazione alla Champions League.
Titolare ormai inamovibile della squadra, il 14 settembre 2005 fa il suo esordio in Champions League nella sconfitta contro il Benfica e gioca anche le due partite di andata e ritorno contro il Manchester United. Posizionatasi terza nel girone, la squadra è costretta a ripiegare sulla Coppa UEFA, dove Debuchy scende in campo per il doppio impegno contro lo Šachtar. In campionato dimostra ancora una grande continuità di rendimento e ampi margini di crescita, ma il 25 marzo, in occasione della trasferta contro lo Strasburgo riporta la rottura dei legamenti del ginocchio, terminando anzitempo la stagione (con 27 presenze e 4 reti) e rinunciando così anche all'europeo di calcio Under-21 2006. Il 5 aprile successivo firma il prolungamento contrattuale di due anni con il Lilla.
Dopo aver ulteriormente rinnovato il suo contratto fino al 2012 e poi fino al 2015, nel 2010-2011 vince il campionato e la coppa nazionale, attirando l'attenzione di numerosi club europei, tra cui il Valencia e l'Inter.

#### Newcastle
Il 4 gennaio 2013 viene acquistato a titolo definitivo dagli inglesi del Newcastle, firmando un contratto quinquennale. Fa il suo debutto in campionato il 12 gennaio 2013, nel pareggio per 0-0 contro il Norwich City.

#### Arsenal
Debuchy si è trasferito al club della Premier League Arsenal il 17 luglio 2014, firmando un contratto a lungo termine per una cifra non divulgata (si crede intorno ai £12 milioni) e gli è stata assegnata la maglia numero 2 dal connazionale francese Abou Diaby, che ha preso la maglia numero 24 lasciata vacante. Ha dichiarato: "Giocare di nuovo in Champions League è una grande emozione per me e farò del mio meglio per aiutare l'Arsenal a competere per i trofei".
Ha fatto il suo debutto ufficiale con l'Arsenal nella loro vittoria per 3-0 contro i campioni in carica della lega, il Manchester City, nella 2014 FA Community Shield allo Stadio di Wembley il 10 agosto 2014. Sei giorni dopo, ha debuttato in Premier League come giocatore dell'Arsenal, il suo tiro nei minuti di recupero è stato respinto e successivamente trasformato da Aaron Ramsey per una vittoria per 2-1 in casa contro il Crystal Palace. Debuchy è stato espulso per doppia ammonizione il 27 agosto nella vittoria dell'Arsenal contro il Beşiktaş nei play-off di Champions League.
Il 13 settembre 2014, Debuchy si è danneggiato i legamenti alla caviglia quasi alla fine di un pareggio per 2-2 contro il Manchester City. Gli è stata somministrata dell'ossigeno ed è stato portato fuori dal campo su una barella. Dopo un intervento chirurgico alla caviglia, è stato fuori per circa tre mesi. È tornato in prima squadra contro il Galatasaray in una partita di Champions League il 9 dicembre. Dodici giorni dopo, ha segnato il suo primo gol per il club, il primo pareggio in una partita 2-2 contro il Liverpool ad Anfield. Debuchy è uscito infortunato contro lo Stoke City l'11 gennaio 2015. Gli è stata poi eseguita un'operazione alla spalla lussata e ha dovuto stare fuori per ulteriori tre mesi.
Debuchy ha fatto il suo ritorno dagli infortuni il 18 aprile 2015, giocando i pieni 120 minuti mentre l'Arsenal sconfiggeva il Reading per 2-1 nelle semifinali della FA Cup a Wembley. Non ha fatto ulteriori apparizioni in quella stagione, poiché Héctor Bellerín ha invece giocato come terzino destro nella vittoria per 4-0 dell'Arsenal contro l'Aston Villa nella Finale di Coppa; Debuchy non è stato nemmeno convocato per quella partita.

#### Prestito al Bordeaux, ritorno all'Arsenal e Saint-Étienne
Il 1º febbraio 2016 L'Arsenal conferma in maniera ufficiale la sua cessione in prestito al Bordeaux fino al termine della stagione.
Dopo un altro anno e mezzo all'Arsenal, dove colleziona solo un gettone, si trasferisce ai francesi del Saint-Étienne nella sessione di mercato invernale del 2018.

#### Valenciennes
Il 13 agosto 2021 viene acquistato dal Valenciennes.
Nel giugno 2023, dopo due anni con il club, annuncia il suo ritiro dal calcio giocato.

### Nazionale

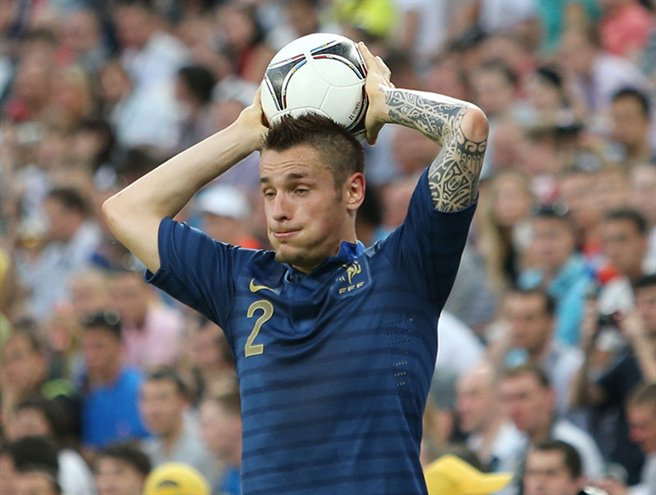
Debuchy con la nazionale francese a Euro 2012

A partire dal 2008 è stato convocato nella nazionale Under-21, e l'11 agosto 2010 viene convocato per la prima volta nella nazionale maggiore da Laurent Blanc in vista della sfida contro la Norvegia, ma non ha l'occasione di scendere in campo; lo fa successivamente, il 7 ottobre 2011 contro l'Albania, e segna la sua prima rete con i Bleus il 27 maggio 2012 nella sfida vinta 3-2 contro l'Islanda.
Viene convocato nella rosa dei 23 per gli Europei 2012 in Polonia e Ucraina dove gioca tutte le partite da titolare.
Viene convocato anche per i Mondiali 2014 in Brasile dove disputa tutte le partite da titolare.
Dopo il settembre 2015 non è stato più convocato dalla nazionale francese sino ai Mondiali 2018, venendo inserito nella lista dei pre-convocati salvo poi venire escluso dalla lista dei 23 definitivi.

## Dopo il ritiro
Il 18 luglio 2024 viene annunciato il suo ritorno al Lilla come assistente di Stéphane Pichot, allenatore della squadra riserve.

## Statistiche

### Presenze e reti nei club
| Stagione             | Squadra              | Campionato           | Campionato | Campionato | Coppe nazionali | Coppe nazionali | Coppe nazionali | Coppe continentali | Coppe continentali | Coppe continentali | Altre coppe | Altre coppe | Altre coppe | Totale | Totale |
| Stagione             | Squadra              | Comp                 | Pres       | Reti       | Comp            | Pres            | Reti            | Comp               | Pres               | Reti               | Comp        | Pres        | Reti        | Pres   | Reti   |
| -------------------- | -------------------- | -------------------- | ---------- | ---------- | --------------- | --------------- | --------------- | ------------------ | ------------------ | ------------------ | ----------- | ----------- | ----------- | ------ | ------ |
| 2003-2004            | Lilla                | L1                   | 6          | 0          | CF+CdL          | 1+0             | 0               | -                  | -                  | -                  | -           | -           | -           | 7      | 0      |
| 2004-2005            | Lilla                | L1                   | 19         | 3          | CF+CdL          | 3+1             | 0               | Int+CU             | 4+6                | 1                  | -           | -           | -           | 33     | 4      |
| 2005-2006            | Lilla                | L1                   | 27         | 4          | CF+CdL          | 3+0             | 0               | UCL+CU             | 4+2                | 0                  | -           | -           | -           | 36     | 4      |
| 2006-2007            | Lilla                | L1                   | 22         | 1          | CF+CdL          | 4+0             | 0               | UCL                | 5                  | 0                  | -           | -           | -           | 31     | 1      |
| 2007-2008            | Lilla                | L1                   | 16         | 0          | CF+CdL          | 2+0             | 0               | -                  | -                  | -                  | -           | -           | -           | 18     | 0      |
| 2008-2009            | Lilla                | L1                   | 30         | 1          | CF+CdL          | 3+1             | 1+0             | -                  | -                  | -                  | -           | -           | -           | 34     | 2      |
| 2009-2010            | Lilla                | L1                   | 31         | 1          | CF+CdL          | 1+1             | 0               | UEL                | 5                  | 0                  | -           | -           | -           | 38     | 1      |
| 2010-2011            | Lilla                | L1                   | 35         | 2          | CF+CdL          | 6+2             | 0               | UEL                | 6                  | 0                  | -           | -           | -           | 49     | 2      |
| 2011-2012            | Lilla                | L1                   | 32         | 5          | CF+CdL          | 3+1             | 0               | UCL                | 6                  | 0                  | SF          | 1           | 0           | 43     | 5      |
| 2012-gen. 2013       | Lilla                | L1                   | 15         | 0          | CF+CdL          | 0+2             | 0               | UCL                | 3                  | 0                  | SF          | 0           | 0           | 20     | 0      |
| Totale Lilla         | Totale Lilla         | Totale Lilla         | 233        | 17         |                 | 34              | 1               |                    | 41                 | 1                  |             | 1           | 0           | 309    | 19     |
| gen.-giu. 2013       | Newcastle            | PL                   | 14         | 0          | FACup+CdL       | 0               | 0               | UEL                | 0                  | 0                  | -           | -           | -           | 14     | 0      |
| 2013-2014            | Newcastle            | PL                   | 29         | 1          | FACup+CdL       | 0+3             | 0               | -                  | -                  | -                  | -           | -           | -           | 32     | 1      |
| Totale Newcastle     | Totale Newcastle     | Totale Newcastle     | 43         | 1          |                 | 3               | 0               |                    | -                  | -                  |             | -           | -           | 46     | 1      |
| 2014-2015            | Arsenal              | PL                   | 10         | 1          | FACup+CdL       | 1+0             | 0               | UCL                | 3                  | 0                  | CS          | 1           | 0           | 15     | 1      |
| 2015-feb. 2016       | Arsenal              | PL                   | 2          | 0          | FACup+CdL       | 0+2             | 0               | UCL                | 3                  | 0                  | CS          | 0           | 0           | 7      | 0      |
| feb.-giu. 2016       | Bordeaux             | L1                   | 1          | 0          | CdF+CdL         | 0+0             | 0+0             | -                  | -                  | -                  | -           | -           | -           | 1      | 0      |
| 2016-2017            | Arsenal              | PL                   | 1          | 0          | FACup+CdL       | 0+0             | 0               | UCL                | 0                  | 0                  | -           | -           | -           | 1      | 0      |
| 2017-gen. 2018       | Arsenal              | PL                   | 0          | 0          | FACup+CdL       | 0+2             | 0               | UEL                | 4                  | 1                  | -           | -           | -           | 6      | 1      |
| Totale Arsenal       | Totale Arsenal       | Totale Arsenal       | 13         | 1          |                 | 5               | 0               |                    | 10                 | 1                  |             | 1           | 0           | 29     | 2      |
| gen.-giu. 2018       | Saint-Étienne        | L1                   | 15         | 4          | -               | -               | -               | -                  | -                  | -                  | -           | -           | -           | 15     | 4      |
| 2018-2019            | Saint-Étienne        | L1                   | 24         | 4          | CF+CdL          | 5+0             | 0               | -                  | -                  | -                  | -           | -           | -           | 29     | 4      |
| 2019-2020            | Saint-Étienne        | L1                   | 21         | 1          | CF+CdL          | 6+1             | 1+0             | UEL                | 4                  | 0                  | -           | -           | -           | 32     | 2      |
| 2020-2021            | Saint-Étienne        | L1                   | 26         | 2          | -               | -               | -               | -                  | -                  | -                  | -           | -           | -           | 26     | 2      |
| Totale Saint-Étienne | Totale Saint-Étienne | Totale Saint-Étienne | 86         | 11         |                 | 16              | 1               |                    | 7                  | 0                  |             |             |             | 109    | 12     |
| 2021-2022            | Valenciennes         | L2                   | 29         | 0          | CF              | 0               | 0               | -                  | -                  | -                  | -           | -           | -           | 29     | 0      |
| 2022-2023            | Valenciennes         | L2                   | 24         | 1          | CF              | 1               | 0               | -                  | -                  | -                  | -           | -           | -           | 25     | 1      |
| Totale Valenciennes  | Totale Valenciennes  | Totale Valenciennes  | 53         | 1          |                 | 1               | 0               |                    | -                  | -                  |             | -           | -           | 54     | 1      |
| Totale carriera      | Totale carriera      | Totale carriera      | 429        | 31         |                 | 55              | 2               |                    | 55                 | 2                  |             | 2           | 0           | 541    | 35     |

### Cronologia presenze e reti in nazionale
| Cronologia completa delle presenze e delle reti in nazionale ― Francia | Cronologia completa delle presenze e delle reti in nazionale ― Francia | Cronologia completa delle presenze e delle reti in nazionale ― Francia | Cronologia completa delle presenze e delle reti in nazionale ― Francia | Cronologia completa delle presenze e delle reti in nazionale ― Francia | Cronologia completa delle presenze e delle reti in nazionale ― Francia | Cronologia completa delle presenze e delle reti in nazionale ― Francia | Cronologia completa delle presenze e delle reti in nazionale ― Francia |
| Data                                                                   | Città                                                                  | In casa                                                                | Risultato                                                              | Ospiti                                                                 | Competizione                                                           | Reti                                                                   | Note                                                                   |
| ---------------------------------------------------------------------- | ---------------------------------------------------------------------- | ---------------------------------------------------------------------- | ---------------------------------------------------------------------- | ---------------------------------------------------------------------- | ---------------------------------------------------------------------- | ---------------------------------------------------------------------- | ---------------------------------------------------------------------- |
| 7-10-2011                                                              | Saint-Denis                                                            | Francia                                                                | 3 – 0                                                                  | Albania                                                                | Qual. Euro 2012                                                        | -                                                                      |                                                                        |
| 11-11-2011                                                             | Saint-Denis                                                            | Francia                                                                | 1 – 0                                                                  | Stati Uniti                                                            | Amichevole                                                             | -                                                                      |                                                                        |
| 29-2-2012                                                              | Brema                                                                  | Germania                                                               | 1 – 2                                                                  | Francia                                                                | Amichevole                                                             | -                                                                      |                                                                        |
| 27-5-2012                                                              | Valenciennes                                                           | Francia                                                                | 3 – 2                                                                  | Islanda                                                                | Amichevole                                                             | 1                                                                      |                                                                        |
| 5-6-2012                                                               | Le Mans                                                                | Francia                                                                | 4 – 0                                                                  | Estonia                                                                | Amichevole                                                             | -                                                                      |                                                                        |
| 11-6-2012                                                              | Donec'k                                                                | Francia                                                                | 1 – 1                                                                  | Inghilterra                                                            | Euro 2012 - 1º turno                                                   | -                                                                      |                                                                        |
| 15-6-2012                                                              | Donec'k                                                                | Ucraina                                                                | 0 – 2                                                                  | Francia                                                                | Euro 2012 - 1º turno                                                   | -                                                                      |                                                                        |
| 19-6-2012                                                              | Kiev                                                                   | Svezia                                                                 | 2 – 0                                                                  | Francia                                                                | Euro 2012 - 1º turno                                                   | -                                                                      |                                                                        |
| 23-6-2012                                                              | Donec'k                                                                | Spagna                                                                 | 2 – 0                                                                  | Francia                                                                | Euro 2012 - Quarti di finale                                           | -                                                                      |                                                                        |
| 15-8-2012                                                              | Le Havre                                                               | Francia                                                                | 0 – 0                                                                  | Uruguay                                                                | Amichevole                                                             | -                                                                      |                                                                        |
| 12-10-2012                                                             | Saint-Denis                                                            | Francia                                                                | 0 – 1                                                                  | Giappone                                                               | Amichevole                                                             | -                                                                      |                                                                        |
| 16-10-2012                                                             | Madrid                                                                 | Spagna                                                                 | 1 – 1                                                                  | Francia                                                                | Qual. Mondiali 2014                                                    | -                                                                      |                                                                        |
| 14-11-2012                                                             | Parma                                                                  | Italia                                                                 | 1 – 2                                                                  | Francia                                                                | Amichevole                                                             | -                                                                      |                                                                        |
| 9-6-2013                                                               | Porto Alegre                                                           | Brasile                                                                | 3 – 0                                                                  | Francia                                                                | Amichevole                                                             | -                                                                      |                                                                        |
| 11-10-2013                                                             | Saint-Denis                                                            | Francia                                                                | 6 – 0                                                                  | Australia                                                              | Amichevole                                                             | 1                                                                      |                                                                        |
| 15-10-2013                                                             | Saint-Denis                                                            | Francia                                                                | 3 – 0                                                                  | Finlandia                                                              | Qual. Mondiali 2014                                                    | -                                                                      |                                                                        |
| 15-11-2013                                                             | Kiev                                                                   | Ucraina                                                                | 2 – 0                                                                  | Francia                                                                | Qual. Mondiali 2014                                                    | -                                                                      |                                                                        |
| 19-11-2013                                                             | Saint-Denis                                                            | Francia                                                                | 3 – 0                                                                  | Ucraina                                                                | Qual. Mondiali 2014                                                    | -                                                                      |                                                                        |
| 5-3-2014                                                               | Saint-Denis                                                            | Francia                                                                | 2 – 0                                                                  | Paesi Bassi                                                            | Amichevole                                                             | -                                                                      |                                                                        |
| 27-5-2014                                                              | Saint-Denis                                                            | Francia                                                                | 4 – 0                                                                  | Norvegia                                                               | Amichevole                                                             | -                                                                      |                                                                        |
| 8-6-2014                                                               | Lilla                                                                  | Francia                                                                | 8 – 0                                                                  | Giamaica                                                               | Amichevole                                                             | -                                                                      |                                                                        |
| 15-6-2014                                                              | Porto Alegre                                                           | Francia                                                                | 3 – 0                                                                  | Honduras                                                               | Mondiali 2014 - 1º turno                                               | -                                                                      |                                                                        |
| 20-6-2014                                                              | Salvador de Bahia                                                      | Svizzera                                                               | 2 – 5                                                                  | Francia                                                                | Mondiali 2014 - 1º turno                                               | -                                                                      |                                                                        |
| 30-6-2014                                                              | Brasilia                                                               | Francia                                                                | 2 – 0                                                                  | Nigeria                                                                | Mondiali 2014 - Ottavi di finale                                       | -                                                                      |                                                                        |
| 4-7-2014                                                               | Rio de Janeiro                                                         | Francia                                                                | 0 – 1                                                                  | Germania                                                               | Mondiali 2014 - Quarti di finale                                       | -                                                                      |                                                                        |
| 4-9-2014                                                               | Saint-Denis                                                            | Francia                                                                | 1 – 0                                                                  | Spagna                                                                 | Amichevole                                                             | -                                                                      |                                                                        |
| 7-9-2014                                                               | Belgrado                                                               | Serbia                                                                 | 1 – 1                                                                  | Francia                                                                | Amichevole                                                             | -                                                                      |                                                                        |
| Totale                                                                 |                                                                        | Presenze                                                               | 27                                                                     |                                                                        | Reti                                                                   | 2                                                                      |                                                                        |

## Palmarès

### Club

#### Competizioni nazionali
- Campionato francese: 1

Lilla: 2010-2011
- Coppa di Francia: 1

Lilla: 2010-2011
- Community Shield: 2

Arsenal: 2014, 2015
- Coppa d'Inghilterra: 1

Arsenal: 2014-2015

#### Competizioni internazionali
- Coppa Intertoto UEFA: 1

Lilla: 2004